# Autopista de la Reunificación

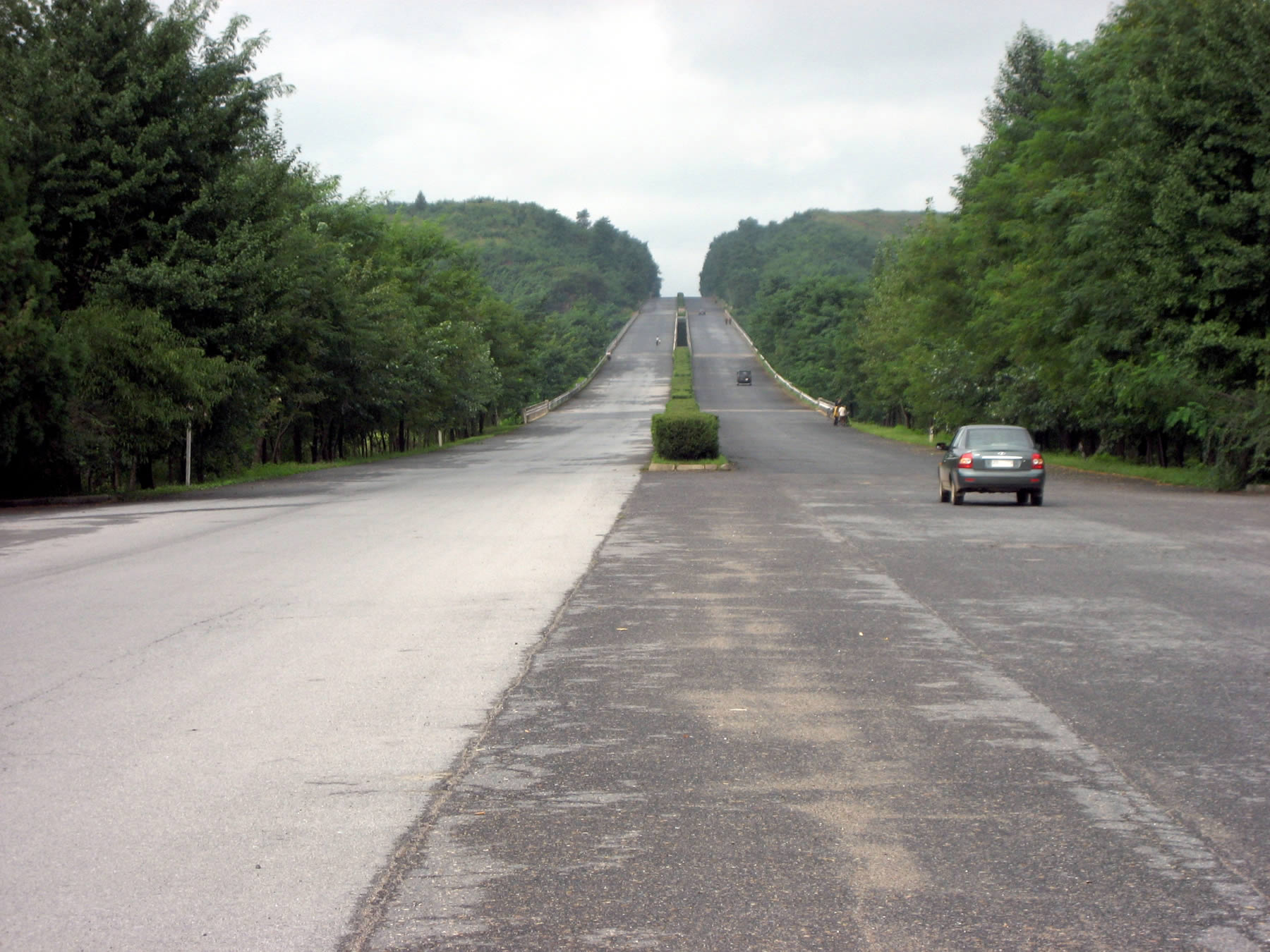
Autopista de la Reunificación.

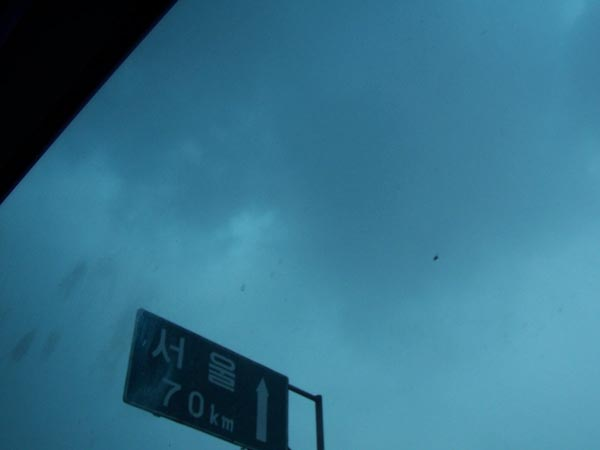
Señal de carretera con la distancia hasta Seúl.

La Autopista de la Reunificación es una autopista de Corea del Norte que conecta la capital Pionyang con el área de seguridad conjunta y la Zona desmilitarizada de Corea a través de Sariwon y Kaesong. En las señales de tráfico se señala la distancia hasta Seúl en Corea del Sur, aun cuando no es posible cruzar la frontera hacia Corea del Sur.
Tiene una longitud de alrededor de 170 kilómetros, con varios carriles pavimentados. Los turistas señalan que existe muy poco tráfico vehicular, así como varios puestos de control y dientes de dragón.
La construcción comenzó en 1987 y finalizó el 15 de abril de 1992, el día del cumpleaños del presidente norcoreano Kim Il-sung. El nombre que se le dio a la autopista fue para promover la reunificación de Corea.
Forma parte de la Autopista Asiática 1.